# Miniopterus brachytragos
Miniopterus brachytragos es un murciélago del género Miniopterus que habita en el norte y el oeste de Madagascar. Las poblaciones de esta especie se han incluido históricamente en Miniopterus manavi, pero los datos moleculares publicados en 2008 y 2009 indican que esta supuesta especie consta en realidad de cinco especies separadas, incluida la recién descrita M. brachytragos. Hasta cuatro especies de este grupo pueden darse en el mismo lugar. M. brachytragos se ha encontrado en bosques secos y húmedos desde el nivel del mar hasta 320 m de altitud.
Miniopterus brachytragos es un Miniopterus pequeño y pardo; la longitud de su antebrazo es de 35 a 38 mm (1,4 a 1,5 pulgadas). Los pelos de las partes inferiores tienen puntas de color beige. El corto tragus (saliente del oído externo) es un rasgo distintivo importante. El uropatagio (membrana de la cola) está bien provisto de pelos y el paladar es cóncavo.

## Taxonomía
Durante la década de 2000, los estudios moleculares han revelado que el género Miniopterus, ampliamente distribuido en África, Eurasia y Australia, es mucho más rico en especies de lo que se pensaba. En una contribución de 1995 a Faune de Madagascar sobre los murciélagos malgaches, Randolph Peterson y sus colegas enumeraron cuatro especies de Miniopterus en Madagascar y las cercanas Comoras, incluido el pequeño Miniopterus manavi, con una amplia distribución tanto en Madagascar como en las Comoras. Sin embargo, en 2008 y 2009, Steven Goodman y sus colegas presentaron pruebas de que el antiguo concepto de M. manavi abarcaba en realidad cinco especies de Miniopterus pequeños, distintas desde el punto de vista morfológico y molecular. Entre ellas se encuentran M. manavi en las Tierras Altas Centrales, M. griveaudi y M. aelleni en las Comoras y el norte y oeste de Madagascar, M. mahafaliensis en el suroeste de Madagascar y M. brachytragos en el norte y oeste de Madagascar. Las cinco especies reconocidas de M. Manavi no son parientes cercanos entre sí, sino que aparentemente adquirieron sus similitudes a través de una evolución convergente. En algunos lugares (por ejemplo, Namoroka) cuatro especies crípticas de murciélagos M. manavi, incluyendo M. brachytragos, pueden aparecer juntas.
Miniopterus brachytragos se describió como una nueva especie en el segundo artículo de 2009 de Goodman y sus colegas. El nombre específico combina el griego antiguo brachys «corto» y tragos «cabra» y se refiere al tragus corto (una proyección carnosa en la parte interna del oído externo), una de las principales características distintivas de la especie; el nombre de esta estructura deriva del griego tragos. El análisis de las secuencias del gen mitocondrial del citocromo b sugirió que M. brachytragos está más estrechamente relacionado con el clado de M. manavi y otra especie malgache, M. petersoni. Se observó cierta variación dentro de la especie -el individuo más característico, de la isla de Nosy Komba, difería en aproximadamente un 2,1% de otros individuos de la misma especie en su secuencia de citocromo b-, pero Goodman y sus colegas consideraron que sus muestras eran insuficientes para sacar conclusiones claras sobre la estructura filogeográfica dentro de la especie.

## Descripción
Miniopterus brachytragos es un Miniopterus pequeño, de cola corta y pelaje corto y relativamente fino. El pelaje de las partes superiores es marrón oscuro y los pelos de las partes inferiores tienen puntas de color beige. Miniopterus mahafaliensis es similar en color, pero otros pequeños Miniopterus malgaches son más oscuros. Las orejas son peludas por encima, pero prácticamente desnudas por debajo y terminan en una punta redondeada. El tragus (una proyección en el lado interno de la oreja externa) es corto y tiene una base ancha, a veces con una cresta en el lateral. Termina en un extremo puntiagudo o ligeramente redondeado, cubierto de pelos que no son fácilmente visibles a simple vista. El tragus corto distingue fácilmente a M. brachytragos de otros Miniopterus malgaches. La membrana del ala también es marrón, pero el uropatagio (membrana de la cola) es más claro. La membrana alar y el uropatagio están unidos a la parte superior de la pata al mismo nivel, por encima del tobillo. El uropatagio está relativamente cubierto de pelos, sobre todo en la parte superior. M. manavi y M. mahafaliensis también tienen un uropatagio densamente cubierto de pelos, pero en M. aelleni y M. griveaudi está escasamente cubierto de pelos o incluso casi desnudo.
En 28 a 30 especímenes medidos por Goodman y colegas, la longitud total era de 83 a 92 mm (3,3 a 3,6 pulgadas), con una media de 87,4 mm (3,44 pulgadas); la longitud de la cola era de 38 a 43 mm (1,5 a 1. 7 in), con una media de 40,2 mm (1,58 in); la longitud de la pata trasera era de 5 a 6 mm (aproximadamente 0,2 in), con una media de 5,8 mm (0,23 in); la longitud del tragus era de 3 a 4 mm (0,12 a 0,16 in), con una media de 3. 9 mm (0,15 in); la longitud de la oreja era de 9 a 11 mm (aproximadamente 0,4 in), con una media de 10,0 mm (0,39 in); la longitud del antebrazo era de 35 a 38 mm (1,4 a 1,5 in), con una media de 36,6 mm (1. 44 in); y la masa corporal era de 2.9 a 6.3 g (0.10 a 0.22 oz), con un promedio de 4.3 g (0.15 oz). No hay evidencia de diferencias sustanciales de tamaño entre machos y hembras.
En el cráneo, el rostrum (parte delantera) es corto en relación con otros Miniopterus malgaches pequeños y tiene forma de línea. El surco central de la depresión nasal es relativamente ancho y profundo. Los huesos frontales son ligeramente redondeados y tienen una cresta sagital indistinta. Más atrás en el encéfalo, la cresta lambdoidea también está poco desarrollada. La parte media del paladar es cóncava, no plana como en M. aelleni y M. manavi. En el margen posterior del paladar hay una espina palatina posterior corta y roma. A menudo hay forámenes (aberturas) en el paladar cerca del último molar. Miniopterus brachytragos tiene 36 dientes en la fórmula dental {\displaystyle {\tfrac {2.1.2.3}{3.1.3.3}}}(tres incisivos, un canino, tres premolares y dos molares en ambas hileras superiores y dos incisivos, un canino, dos premolares y tres molares en las inferiores). Como es característico de Miniopterus, el primer premolar superior (P1) es más pequeño y simplificado que el segundo (P2).

## Distribución y ecología
Miniopterus brachytragos se conoce en varios lugares ecológicamente diferentes. En la región de Namoroka, se ha registrado entre 100 y 200 m de altitud en bosque seco y bosque de galería. Otro espécimen fue capturado en el bosque de una región cárstica en Bemaraha. Cerca de Daraina, en el noreste, la especie se da en bosque húmedo oriental mezclado con bosque seco a 320 m de altitud. En otro lugar del noreste, en la península de Masoala, se encontró en bosques de galería de tierras bajas cerca del nivel del mar. En Nosy Komba, su hábitat consiste en bosque seco mezclado con Mangifera indica (árbol de mango). Se sabe poco de la ecología de M. brachytragos, pero las especies de Miniopterus generalmente se alimentan de insectos, se reproducen estacionalmente y se posan en grandes colonias en cuevas.